# Cima Ambiez
Cima d’Ambiez (3102 m n. m.) je hora ve Východních Alpách v severní Itálii v provincii Trentino. Je součástí horské skupiny Brenta. Masivní, symetrický skalní útvar navazuje na jižní část masivu Tosa, od kterého je oddělen 300 m hlubokou propastí Bocca d'Ambiez. Je čtvrtým nejvyšším vrcholem pohoří v těsné blízkosti druhé nejvyšší hory Cima Tosa a třetí nejvyššího vrcholu Crozzon di Brenta. Spolu tak vytváří celistvou dominantu jižního okraje centrálního pohoří Dolomiti Brenta. Zároveň Cima D’Ambiez tvoří nejvyšší vrchol dlouhého hřbetu Catena d’Ambiez, který se táhne přímo k jihu v délce 12 km až k samému okraji pohoří na levém srázu kaňonu řeky Sarca. Je proto považován za hraniční a zároveň nejvyšší horu jižní části pohoří. Hřbet Catena d’Ambiez tvoří západní ohraničení dlouhého údolí Valle d’Ambiez, kterým se lze pěším způsobem dostat až pod vrchol.

## Historie

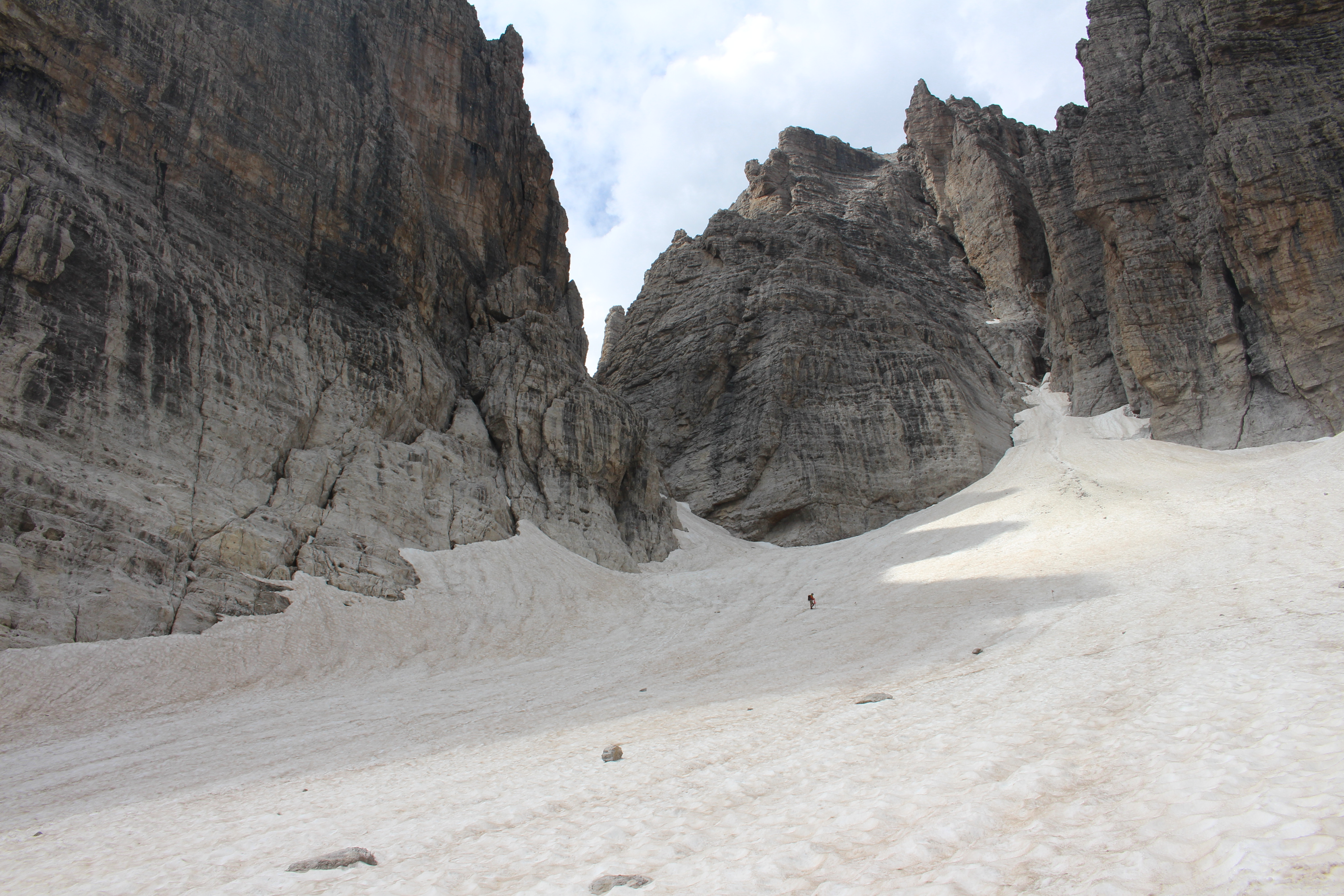
Ledovec d'Ambiez v průsmyku Bocca d'Ambiez

Vzhledem k blízkosti Cima Tosa, která byla považována za nejvyšší vrchol pohoří, obrátil se zájem prvních průzkumníků i na Cima d’Ambiez. Prvním prvovýstupem v pohoří bylo dosažení vrcholu Tosy v roce 1865 právě trasou údolím Valle d’Ambiez přes Bocca d’Ambiez. Samotnou Cima d’Ambiez zdolala poprvé 5. září 1880 skupina německých horolezců Georga Gaskella, Maurice Holzmanna a Johanna Kaufmanna, kteří vystoupili po stoupání údolím Valle d’Ambiez pod západní stranu a zde nalezli cestku k vrcholu při nejsnazší obtížnosti. Ve dvacátém století následovalo hledání tras nejvyšších obtížností kolmou východní stěnou. Pro snadnou dostupnost úpatí je Cima d’Ambiez vyhledávanou horou nabízející při pevné a kompaktní skále příležitosti k výstupům od nejsnazšího až po extrémní lezení.

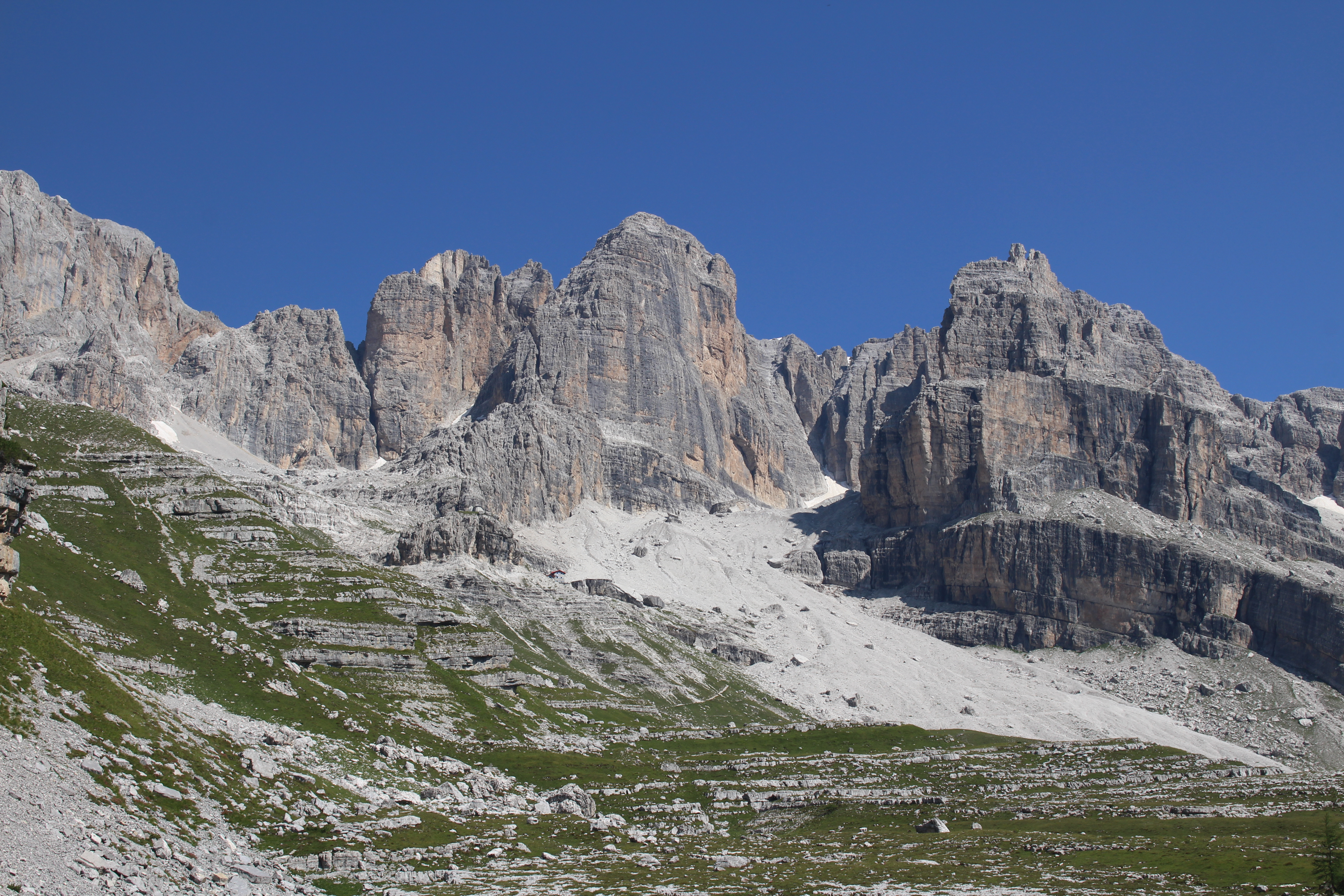
Pohled na nejvyšší stěnu z Valle d’Ambiez

Nejbližší základnou pro výstup je Rifugio Agostini v nadmořské výšce 2410 metrů na jihu a na západě v nadmořské výšce 2489 m Rifugio XII Apostoli.  